# Attagenus unicolor
Attagenus unicolor är en skalbaggsart som först beskrevs av Nikolaus Joseph Brahm 1791.  Attagenus unicolor ingår i släktet Attagenus och familjen ängrar. Arten är tillfälligt reproducerande i Sverige.

## Underarter
Arten delas in i följande underarter:
- A. u. unicolor
- A. u. japonicus

## Bildgalleri

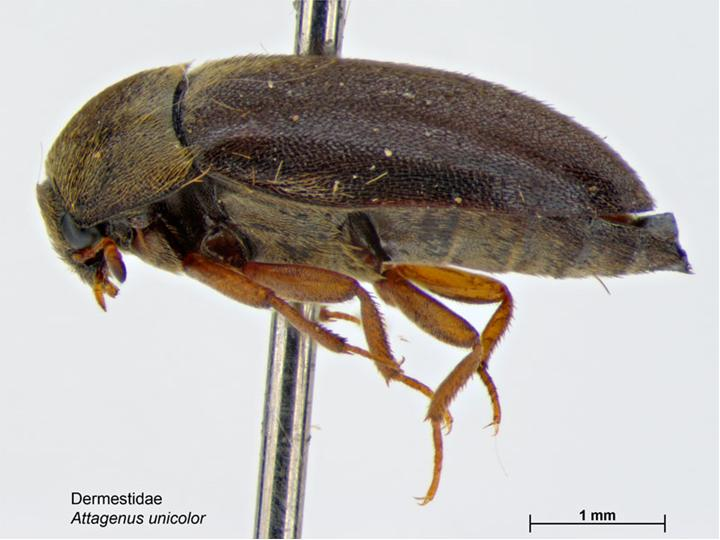